# Tumi (coltello)

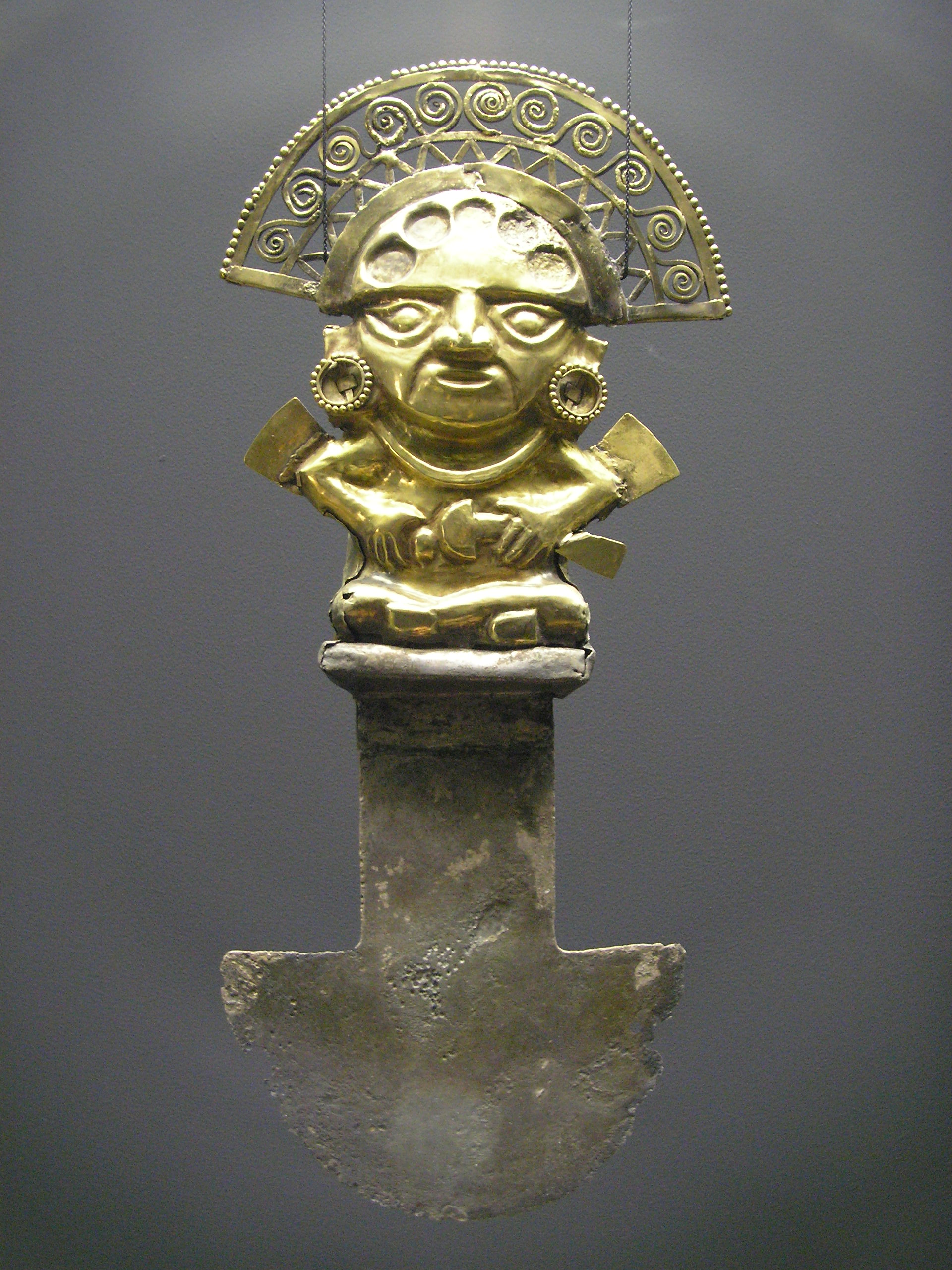
Coltello tumi peruviano

I tumi erano delle sorte di coltelli delle civiltà precolombiane, per la precisione dei popoli che abitavano la zona dell'attuale Perù. Sono stati ritrovati tra gli oggetti dei Sicán e degli Inca.
Erano formati da una lama a mezzaluna molto affilata attaccata ad un manico metallico spesso abbellito con figure animali o umane che venivano utilizzati durante i sacrifici o cerimoniali. 
Il tumi era anche una sorta di coltellaccio, in dotazione a tutti i reparti inca e veniva considerato un'arma ausiliaria.
Era anche usato per operazioni chirurgiche (vedi Storia della chirurgia precolombiana).

Questi utensili sono stati raffigurati, dipinti o incisi, sui vasi della civiltà Mochica nel nord del Perù (III e VI secolo d.C.). In Perù si appendono ai muri perché considerati portatori di buona fortuna. Il tumi è il simbolo nazionale del Perù ed è utilizzato nella pubblicità nel settore del turismo peruviano.